# Ann-Britt Ryd Pettersson
Ann-Britt Ryd Pettersson, född 19 mars 1954 i Kolsva församling, Västmanlands län, är en svensk journalist som bland annat arbetat som nyhetspresentatör på Sveriges Television.
Ann-Britt Ryd Pettersson växte upp i nära relation till nykterhetsrörelsen, där hennes mor och morfar var aktiva. Som tonåring var hon själv aktiv i Ungdomens Nykterhetsförbund (UNF). Som 17-åring reste hon till USA som utbytesstudent. Tillbaka i Sverige blev hon ombudsman i UNF och satt med i förbundsstyrelsen ett tag. Det var då det internationella intresset väcktes. Senare utbildade hon sig till journalist vid journalisthögskolan.
Ryd Pettersson började sin journalistkarriär på lokalradion i Blekinge i slutet av 1970-talet. Därefter arbetade hon som programledare för det regionala nyhetsprogrammet Östnytt. År 1980 började hon arbeta på tv-sporten som första kvinnliga reporter och programledare på sportredaktionen. Sedan 1984 arbetar hon för SVT:s nyhetsprogram Aktuellt och har under 1990 och 2000-talet varvat som utrikesreporter, programledare för Aktuellt och Gomorron Sverige samt redaktör på Rapport. Hon är gift och har två söner födda 1989 och 1993. Hon tilldelades hederspriset under Kristallengalan 2018.